# Luis Santamaría Crisanto Peña
Luis Santamaría Crisanto Peña (El Progreso, 1 de marzo de 2000) es un futbolista hondureño. Juega de defensa y su equipo actual es el F. C. Motagua de la Liga Nacional de Honduras.

## Trayectoria
Tras completar su formación en el Fichas F. C. de El Progreso, en 2019 se incorporó al C. D. Honduras Progreso, equipo de la Liga Nacional de Honduras. Para el Clausura 2020, fue convocado por el entrenador Julio Rodríguez al primer equipo, integrando la convocatoria del 14 de marzo de 2020 para el partido correspondiente a la jornada 13 ante el C. D. Marathón, encuentro que se perdió 0-1 como visitantes en el Estadio Yankel Rosenthal.
En julio de 2021 pasó al C. D. Marathón, aunque durante seis meses solo disputó partidos con el equipo de reservas. En enero de 2022 se unió al C. D. Atlético Junior de la Liga de Ascenso de Honduras, donde se convirtió en una de las figuras durante los dos años y medio en que formó parte del club.
El 10 de julio de 2024 se convirtió en jugador del Juticalpa F. C., equipo que acababa de ascender a la Liga Nacional de Honduras. El 4 de agosto de 2024, en la segunda jornada del Apertura 2024, debutó en la máxima categoría del fútbol hondureño en el empate 1-1 como local ante el C. D. Real Sociedad. En su primer año con el cuadro olanchano disputó 27 partidos y anotó un gol.
El 24 de mayo de 2025, el F. C. Motagua anunció oficialmente su contratación.

## Selección nacional
El 2 de junio de 2025 fue convocado a la selección absoluta de Honduras para suplir la baja por lesión de Rigoberto Rivas, de cara a los partidos ante las selecciones de Islas Caimán y Antigua y Barbuda por la Clasificación de Concacaf para la Copa Mundial de Fútbol de 2026. Debutó el 10 de junio en la victoria 2-0 sobre Antigua y Barbuda en Tegucigalpa.
El 5 de junio de 2025, el director técnico Reinaldo Rueda lo incluyó en la nómina final para disputar la Copa Oro 2025, torneo en el que terminó convirtiéndose en una de las figuras en la zona defensiva de la escuadra hondureña.

### Participaciones internacionales
| Campeonato                        | Sede                    | Resultado   | Partidos | Goles |
| --------------------------------- | ----------------------- | ----------- | -------- | ----- |
| Copa de Oro 2025                  | Estados Unidos · Canadá | Semifinal   | 4        | 0     |
| Clasificación a Copa Mundial 2026 | Concacaf                | Por definir | 1        | 0     |

## Estadísticas

### Clubes
Actualizado al último partido jugado el 26 de julio de 2025.
| Club                             | Div.          | Temporada     | Liga         | Liga         | Copas nacionales | Copas nacionales | Copas internacionales | Copas internacionales | Total        | Total        | Media goleadora |
| Club                             | Div.          | Temporada     | Part.        | Goles        | Part.            | Goles            | Part.                 | Goles                 | Part.        | Goles        | Media goleadora |
| -------------------------------- | ------------- | ------------- | ------------ | ------------ | ---------------- | ---------------- | --------------------- | --------------------- | ------------ | ------------ | --------------- |
| C. D. Honduras Progreso Honduras | 1.ª           | 2019-20       | 0            | 0            | —                | —                | —                     | —                     | 0            | 0            | 0               |
| C. D. Honduras Progreso Honduras | 1.ª           | 2020-21       | 0            | 0            | —                | —                | —                     | —                     | 0            | 0            | 0               |
| C. D. Honduras Progreso Honduras | Total club    | Total club    | 0            | 0            | 0                | 0                | 0                     | 0                     | 0            | 0            | 0               |
| C. D. Marathón Honduras          | 1.ª           | 2021-22       | 0            | 0            | —                | —                | —                     | —                     | 0            | 0            | 0               |
| C. D. Marathón Honduras          | Total club    | Total club    | 0            | 0            | 0                | 0                | 0                     | 0                     | 0            | 0            | 0               |
| C. D. Atlético Junior Honduras   | 2.ª           | 2022-23       | Inaccesibles | Inaccesibles | —                | —                | —                     | —                     | Inaccesibles | Inaccesibles | Inaccesibles    |
| C. D. Atlético Junior Honduras   | 2.ª           | 2023-24       | Inaccesibles | Inaccesibles | —                | —                | —                     | —                     | Inaccesibles | Inaccesibles | Inaccesibles    |
| C. D. Atlético Junior Honduras   | Total club    | Total club    | 0            | 0            | 0                | 0                | 0                     | 0                     | 0            | 0            | 0               |
| Juticalpa F. C. Honduras         | 1.ª           | 2024-25       | 27           | 1            | —                | —                | —                     | —                     | 27           | 1            | 0.04            |
| Juticalpa F. C. Honduras         | Total club    | Total club    | 27           | 1            | 0                | 0                | 0                     | 0                     | 27           | 1            | 0.04            |
| F. C. Motagua Honduras           | 1.ª           | 2025-26       | 4            | 0            | —                | —                | 1                     | 0                     | 5            | 0            | 0               |
| F. C. Motagua Honduras           | Total club    | Total club    | 4            | 0            | 0                | 0                | 1                     | 0                     | 5            | 0            | 0               |
| Total carrera                    | Total carrera | Total carrera | 28           | 1            | 0                | 0                | 0                     | 0                     | 28           | 1            | 0.04            |